# (4583) Lugo
(4583) Lugo est un astéroïde de la ceinture principale.

## Description
(4583) Lugo est un astéroïde de la ceinture principale. Il fut découvert le 1er septembre 1989 à Smolyan par l'observatoire national de Bulgarie. Il présente une orbite caractérisée par un demi-grand axe de 2,35 UA, une excentricité de 0,19 et une inclinaison de 3,7° par rapport à l'écliptique.

## Compléments